# オズゲ・チェンベルジ
オズケ・クルダル・キナスト（Özge Kırdar Kinasts、女性、1985年6月25日 - ）は、トルコのキュタヒヤ出身のバレーボール選手。トルコ代表。

## 来歴
同じく代表で活躍するギョズデ・ソンスルマは双子の姉である。
2009年にトルコ代表に初選出される。2010年に日本で開催された世界選手権に出場し、過去最高の6位入賞した。2010-2011シーズンに所属していたワクフバンク・テュルクテレコムでは欧州チャンピオンズリーグで優勝し、自身もベストセッター賞を受賞した。
2011年、欧州選手権ではナズ・アイデミルが怪我により正セッターに抜擢され、銅メダル獲得に貢献した。2012年、ロンドンオリンピックに出場した。
2013年、FIVBワールドグランプリに出場した。

## 球歴
- オリンピック - 2012年（9位）
- 世界選手権 - 2010年（6位）
- 欧州選手権 - 2011年（3位）、2013年（7位）
- ワールドグランプリ - 2013年（8位）

## 受賞歴
- 2011年 欧州チャンピオンズリーグ　ベストセッター賞

## 所属クラブ
- ワクフバンク（2000-2003年）
- Yeşilyurt Spor Kulübü（2003-2006年）
- フェネルバフチェ・ユニバーサル（2006-2007年）
- Ereğli Belediye Spor Kulübü（2007-2008年）
- ワクフバンク（2008-2012年）
- エジザージュバシュ・ヴィトラ（2012-2013年）
- ENION Energia MKS Dąbrowa Górnicza（2013-2015年）
- ロコモティフ・バクー（2015-2016年）
- Bursa BBSK（2016-2017年）
- トゥルク・ハヴァ・ヨラーリ（2018-2020年）
- Sporting CP（2023-）